# Clusia pusilla
Clusia pusilla är en tvåhjärtbladig växtart. Clusia pusilla ingår i släktet Clusia och familjen Clusiaceae.

## Underarter
Arten delas in i följande underarter:
- C. p. orinocensis
- C. p. pusilla